# Michael Scholz (ksiądz)
Michael Scholz (ur. ok. 1711 r. w Szalejowie Dolnym, zm. 22 października 1760 r. w Kłodzku) – niemiecki duchowny katolicki, dziekan kłodzki i wikariusz arcybiskupi dla wiernych hrabstwa kłodzkiego od 1754 r.

## Życiorys
Po otrzymaniu święceń kapłańskich został wikarym, a następnie od 1741 r. proboszczem w Lądku-Zdroju. 26 stycznia 1749 r. zmarł Maximilian Joseph von Astfeld, proboszcz Nowego Waliszowa i dziekan kłodzki. Kuria praska na jego następcę mianowała księdza Schloza, jednak urząd dziekana objął Leopold Aster, zgodnie z wolą króla Fryderyka II Wielkiego, co zostało wkrótce zaakceptowane przez praską kurię arcybiskupią.
W 1754 r. nowy dziekan popadł w niełaskę królewską, co spowodowane było oskarżeniem go o malwersacje finansowe. W tym samym roku po udowodnieniu mu nieprawidłowości finansowych został odwołany ze stanowiska i aresztowany. Osadzono go w kłodzkiej twierdzy. Na jego miejsce ówczesny gubernator Kłodzka Heinrich de la Motte Fouque mianował księdza Scholza.
Przyjął on instrukcje królewską dotyczącą pracy duchownych w hrabstwie kłodzkim z 17 czerwca 1754 r., która mówiła o tym, że duchowni powinni prowadzić przykładne życie, a ich zadaniem miało być solidne kazania i nauki oraz budowanie własnych wspólnot. Nie powinni również szykanować innych wyznań.
Zmarł 22 października 1760 r. w Kłodzku.